# بوم‌سازگان دریایی بزرگ

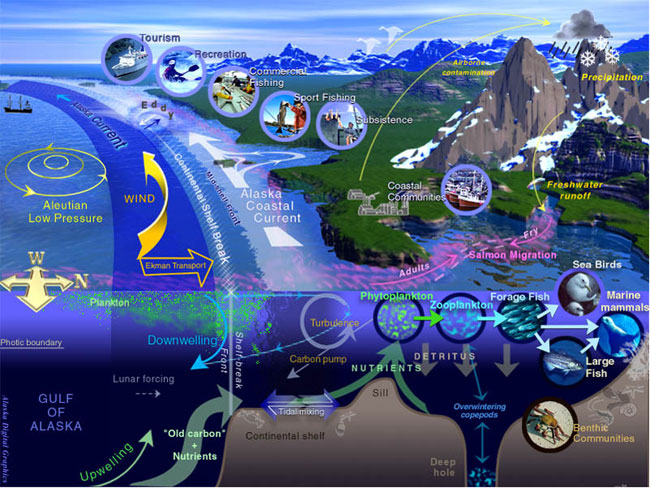
ویژگی کلی یک اکوسیستم دریایی بزرگ (خلیج آلاسکا)

بوم‌سازگان دریایی بزرگ (به انگلیسی: Large marine ecosystem) مناطقی از اقیانوس‌های جهان هستند که نواحی ساحلی از حوضه‌های رودخانه‌ها و مصب‌ها تا مرزهای فلات‌های قاره‌ای به سمت دریا و حاشیه‌های بیرونی سیستم‌های اصلی جریان اقیانوسی را دربر می‌گیرند. آنها مناطق نسبتاً بزرگی در حدود ۲۰۰۰۰۰ کیلومتر مربع یا بیشتر هستند، که با ژرفاسنجی متمایز، هیدروگرافی، تولید اولیه و جمعیت‌های وابسته به تغذیه مشخص می‌شود. تولید در مناطق حفاظت‌شده بوم‌سازگان دریایی بزرگ به‌طور کلی بالاتر از اقیانوس‌های باز است.

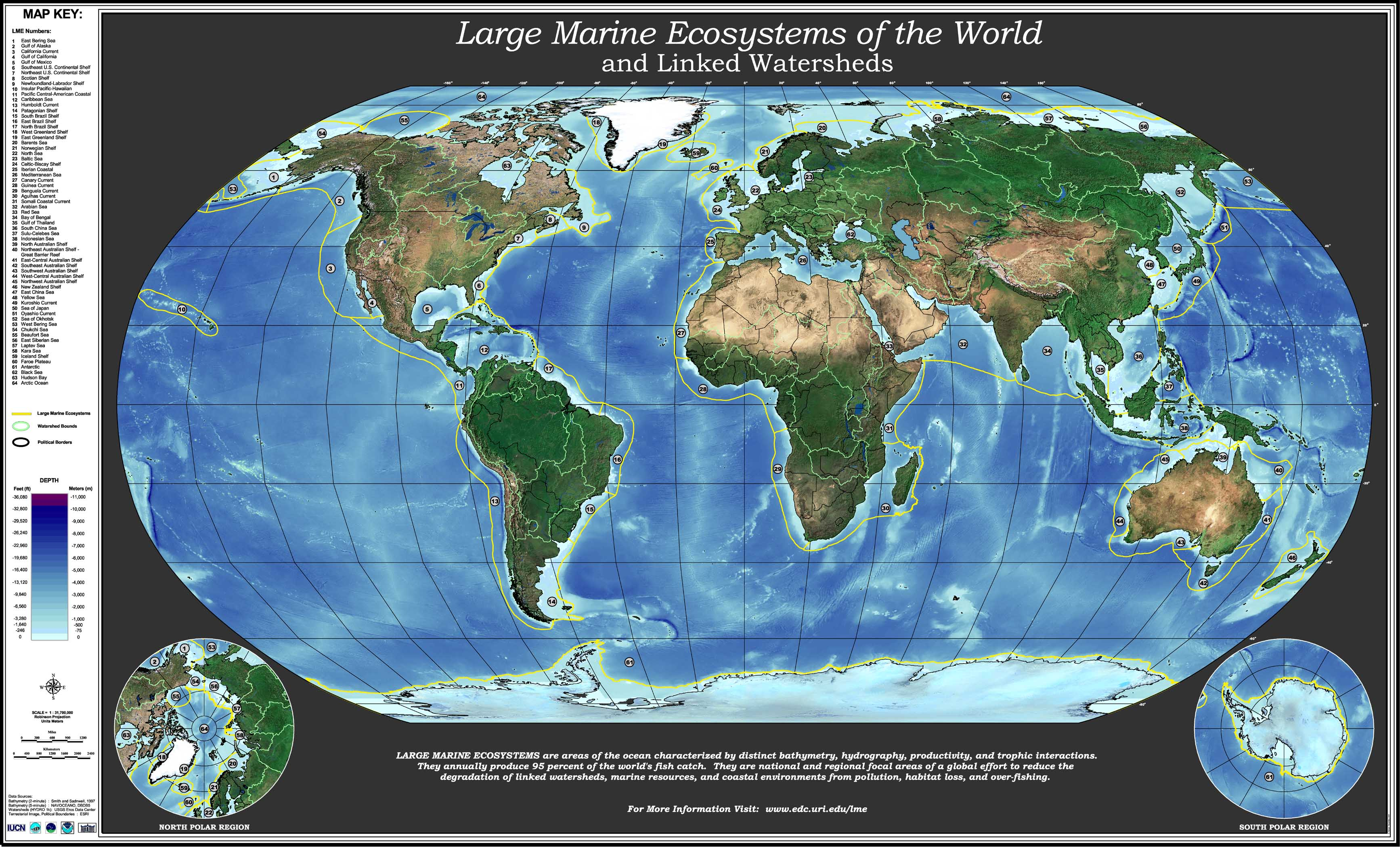
نقشه جهانی بوم‌سازگان‌های بزرگ دریایی اقیانوس‌شناسان و زیست‌شناسان، ۶۶ نقطه از بوم‌سازگان دریایی بزرگ را در سراسر جهان شناسایی کرده‌اند.

تسهیلات جهانی محیط زیست (GEF) با ایجاد موافقت‌نامه‌های مدیریت منابع بین وزرای محیط زیست، شیلات، انرژی و گردشگری کشورهای هم‌مرز به مدیریت بوم‌سازگان دریایی بزرگ در سواحل آفریقا و آسیا کمک می‌کند. این بدان معناست که کشورهای شرکت‌کننده دانش و منابع مربوط به بوم‌سازگان دریایی بزرگ محلی را برای ارتقای طول عمر و بازسازی ماهیگیری و دیگر صنایع وابسته به بوم‌سازگان دریایی بزرگ به اشتراک می‌گذارند.